# Jaén (Peru)
Jaén é uma cidade do Peru, situada na região de  Cajamarca. Capital da província homônima, sua população em 2017 foi estimada em 70.214 habitantes.